# Edward Pyndar Lygon
Edward Pyndar Lygon, (3 avril 1786 - 11 novembre 1860) est un officier supérieur de l'armée britannique et député. 

## Jeunesse
Edward est le quatrième fils de William Lygon (1er comte Beauchamp), et de son épouse Catharine, la seule fille de James Denn. Son frère aîné, Henry Lygon (4e comte Beauchamp), est également général de l'armée. Edward fait ses études à la Westminster School et entre dans l'armée britannique en 1803 comme cornet au sein des 2nd Life Guards. 

## Carrière
Il est nommé lieutenant en 1805, capitaine en 1808 et major et combat dans la Guerre d'indépendance espagnole de 1812 à 1814. Il est nommé major et lieutenant-colonel en 1815 et commande les 2nd Life Guards à la bataille de Waterloo. Il reçoit l'ordre du Bain le 22 juin 1815. 
Officier d'état-major, il est promu au grade de lieutenant-colonel en 1818, de colonel en 1822, de major-général en 1837  et de lieutenant-général en 1846. Il est nommé inspecteur général de la cavalerie. 
Il est nommé colonel du 13th Regiment of Light Dragoons en janvier 1845, poste qu'il occupe jusqu'à sa mort . Il est nommé général à part entière le 20 juin 1854. 
En 1818, Lygon est élu au Parlement pour Callington, siégeant jusqu'en 1820. Bien que réélu en mars 1820, il est invalidé sur pétition en juin suivant. 
Il est décédé célibataire à son domicile de Londres en 1860, bien qu'il possédait également Spring Hill à Broadway, Worcestershire. 
Le Lygon Arms de Chipping Campden porte son nom . Lygon Street, Carlton, Melbourne, Australie, est également nommée en son honneur. 